# Esquièze-Sère
Esquièze-Sère è un comune francese di 398 abitanti situato nel dipartimento degli Alti Pirenei nella regione dell'Occitania.

## Società

### Evoluzione demografica
Abitanti censiti